# ニトロソスパエラ・ウィエンネンシス
ニトロソスパエラ・ウィエンネンシス（Nitrososphaera viennensis）は、2011年にウィーンの土壌中から分離されたタウム古細菌門に属するアンモニア酸化古細菌である。このグループとしては、"Nitrosopumilus maritimus"に次いで2例目の純粋培養例となった。学名は、「ウィーンから発見された、アンモニアを酸化する球菌」といった意味がある。タウム古細菌としては初の記載種である。
常温性のアンモニア酸化古細菌である。形状は0.6-0.9μm程の不定形の球菌。先行する"Nitrosopumilus maritimus"とは異なり、土壌性である。土壌から高頻度で検出されるSoil group I.1bという系統に属するとみられている。比較的アンモニア濃度の高い環境でも良く成長する。